# Фогель, Владимир Павлович
Влади́мир Павлович Фо́гель (1902 — 8 июня 1929) — советский киноактёр.

## Биография
Родился в Москве в 1902 году в семье бухгалтера, немца по национальности, который «совсем плохо говорил по-русски». Учился в Технологическом институте. В годы революции скитался по деревням, работал лесорубом.
В 1921 году поступил в 1-ю Госкиношколу (мастерская Льва Кулешова).
В 1924 году дебютировал в кино в фильме Кулешова «Необычайные приключения мистера Веста в стране большевиков». Роль была безымянной и эпизодической.
Первой крупной ролью Фогеля стал фашист Фог в следующем фильме Кулешова «Луч смерти» (1925).
В последующие годы Владимир Фогель много снимался на кинофабрике «Межрабпом-Русь» у Всеволода Пудовкина, Якова Протазанова, Фёдора Оцепа, Бориса Барнета. Широкую известность ему принесли роли в фильмах «По закону» (1926) и «Третья Мещанская» (1927).
Перегруженный работой, он заболел шизофренией. 8 июня 1929 года во время острого приступа покончил жизнь самоубийством. В своих воспоминаниях Лев Кулешов писал: «Очевидно, это было наследственное заболевание. Также покончил свою жизнь и его брат, лётчик: установив на самолёте рекорд высоты, он выбросился за борт…».
Похоронен на Новом Донском кладбище. Урна с прахом находится в закрытом колумбарии № 2, 12-я секция.
Был женат на работнице 1-й Госкинофабрики Тамаре Константиновне Атамановой (1904—1988). Дочь Кира, в замужестве Барсук, стала геофизиком.

## Фильмография
1. 1924 — Необычайные приключения мистера Веста в стране большевиков — драчливый юноша
2. 1925 — Луч смерти — фашист Фог
3. 1925 — Шахматная горячка — шахматист
4. 1926 — Мисс Менд — Фогель, фотограф-моменталист
5. 1926 — По закону — Майкл Дейнин
6. 1926 — Процесс о трёх миллионах — человек с биноклем
7. 1927 — Девушка с коробкой — кассир Фогелев
8. 1927 — Земля в плену — зять помещика
9. 1927 — Конец Санкт-Петербурга — немецкий офицер
10. 1927 — Кто ты такой?
11. 1927 — Третья Мещанская — Володя Фогель, друг
12. 1928 — Дом на Трубной — Голиков
13. 1928 — Кукла с миллионами — Пьер
14. 1928 — Саламандра — барон-реакционер